# David Ellison
David Ellison, född 9 januari 1983, är en amerikansk filmproducent. Han är son till mångmiljardären Larry Ellison.
Ellison är verkställande direktör för filmbolaget Skydance Media, som han grundade 2006.

## Filmografi (urval)
som producent om inget annat anges

- 2010 – True Grit (verkställande producent)
- 2011 – Mission: Impossible – Ghost Protocol (verkställande producent)
- 2012 – Jack Reacher (verkställande producent)
- 2013 – G.I. Joe: Retaliation (verkställande producent)
- 2013 – Star Trek Into Darkness (verkställande producent)
- 2013 – World War Z (verkställande producent)
- 2014 – Jack Ryan: Shadow Recruit (verkställande producent)
- 2015 – Mission: Impossible – Rogue Nation
- 2015 – Terminator: Genisys
- 2016 – Jack Reacher: Never Go Back (verkställande producent)
- 2016 – Star Trek Beyond (verkställande producent)
- 2017 – Baywatch (verkställande producent)
- 2018 – Annihilation (verkställande producent)
- 2018 – Mission: Impossible – Fallout (verkställande producent)
- 2019 – Gemini Man
- 2019 – Terminator: Dark Fate
- 2022 – The Adam Project
- 2022 – Top Gun: Maverick
- 2022 – Tur
- 2023 – Air
- 2023 – Heart of Stone
- 2023 – Mission: Impossible – Dead Reckoning Part One (verkställande producent)
- 2023 – Spy Kids: Armageddon
- 2023 – Transformers: Rise of the Beasts (verkställande producent)
- 2024 – Förtrollningen
- 2025 – Mission: Impossible – The Final Reckoning (verkställande producent)